# Economia de Costa Rica

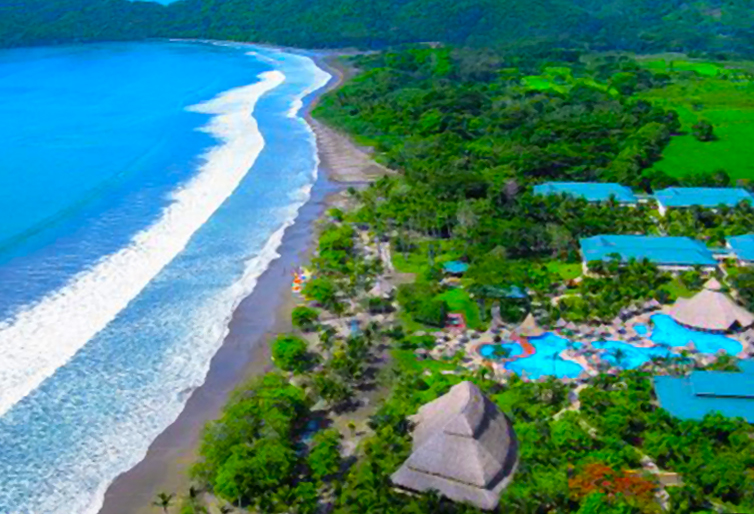
Complex de vacances Barcelò Tambor.

L'economia de Costa Rica és l'onzena economia més gran de l'Amèrica Llatina després de la de Brasil, Mèxic, Argentina, Colòmbia, Veneçuela, Xile, Perú, República Dominicana, Guatemala i l'Equador.
L'economia de Costa Rica tenia creixement estable abans de la crisi econòmica global. L'economia va sofrir una retracció d'1,3% el 2009, però va tornar a créixer aproximadament 4% a l'any entre 2010 i 2014.
Mentre les exportacions agrícoles tradicionals - banana, cafè, sucre i carn - segueixen sent importants, el desenvolupament industrial i alguns productes agrícoles especialitzats van ampliar les exportacions en els últims anys. El sector turístic segueix portant divises al país, perquè la rica biodiversitat del país és un atractiu per l'ecoturisme.
Els inversors estrangers són atrets per l'estabilitat política del país i per l'elevat nivell d'educació del seu poble. Malgrat això, segueixen problemes que dificulten els negocis, per exemple la gran burocràcia, incerteses legals a causa del gran nombre d'agències reguladores, dificultats d'executar contractes, i reduïda protecció a les inversions.